# 瓦尔德布洛尔
瓦尔德布洛尔（法語：Valdeblore，法語發音：[valdəblɔʁ]）是法国滨海阿尔卑斯省的一个市镇，位于该省北部，属于尼斯区。

## 地理
瓦尔德布洛尔（44°4'15"N, 7°10'16"E）面积94.16 平方千米，位于法国普罗旺斯-阿尔卑斯-蓝色海岸大区滨海阿尔卑斯省，该省份为法国东南部沿海省份，南濒地中海，西南至瓦尔省，西北接上普罗旺斯阿尔卑斯省，北部和东部与意大利接壤。
与瓦尔德布洛尔接壤的市镇（或旧市镇、城区）包括：伊隆斯、伊索拉、玛丽、兰普拉斯、圣马丹韦叙比、蒂内河畔圣索沃尔、沃南松、瓦尔迪耶里。

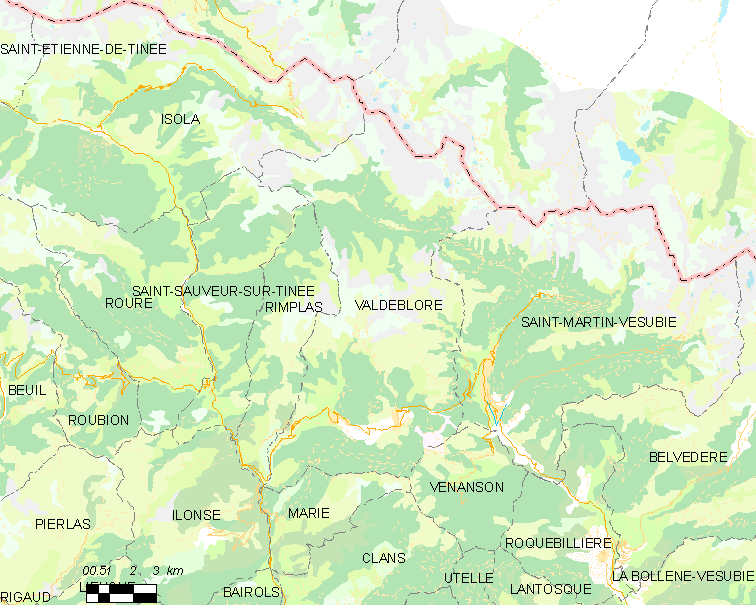
瓦尔德布洛尔的OSM定位图

瓦尔德布洛尔的时区为UTC+01:00、UTC+02:00（夏令时）。

## 行政
瓦尔德布洛尔的邮政编码为06420，INSEE市镇编码为06153。

## 政治
瓦尔德布洛尔所属的省级选区为图雷特勒旺斯县。

## 人口

1962-2008年间瓦尔德布洛尔人口变化图示

瓦尔德布洛尔于2022年1月1日时的人口数量为834人。